# Саскачеванський університет
Саскачева́нський університе́т (англ. The University of Saskatchewan, акронім: UofS) — провінційний громадський науково-дослідницький університет у Саскачевані, розташований у центрі міста Саскатун, Канада вздовж річки Південний Саскачеван і займає площу 10,34 км².
Заснований у 1907 налічує нині більш ніж 15 000 студентів і наукових працівників та найбільший університет у Саскачевані. Також він входить до асоціації 15 найбільших дослідницьких університетів Канади.

## Складові коледжі
Протягом століття до Саскачеванського університету приєднувалися складові коледжі:
- Коледж гуманістичних і загальних наук (1909)
- Коледж Імманюел (англіканський) (1909)
- Коледж агрономії і Біоресурсів (1912)
- Коледж Інженерії (1912)
- Коледж права (1913)
- Коледж св. Андрія (пресвітеріанський) (1913)
- Коледж фармації (1914)
- Коледж підприємництва (бізнес) — Бізнес-школа ім. Н. Меррей (1917)
- Семінарія Лютеранської Теології (1920)
- Коледж Медицини (1926)
- Коледж освіти (1927)
- Коледж домомогосподарства (1928)
- Коледж св. Томаса (римо-католицький) (1936)
- Коледж медсестринський (1938)
- Коледж аспірантури й досліджень (1946)
- Коледж фізичної культури (кенісіологія) (1958)
- Коледж ветеринарної медицини(1964)
- Коледж стоматології й дентистики(1965)
- Вища школа фізіотерапії (1976)
- Центральний коледж п'ятидесятництва (1983)

## Післядипломні та дослідні інститути
| Офіційний сайт                                                                                          | Дослідний відділ університету |
| --- | --- |
| http://www.lightsource.ca CLS                                                                           | Канадський світло-джерельний синхротрон (англ. Canadian Light Source Synchotron)                                                                              |
| http://scaa.usask.ca/gallery/uofs_buildings/home_ruh.htm RUH                                            | Королівський університетський госпіталь (англ. Royal University Hospital)                                                                                     |
| https://web.archive.org/web/20070701133121/http://www.innovationplace.com/html/frameset.html Innovation | Парк інноваційних досліджень (англ. Innovation Place Research Park)                                                                                           |
| http://www.vido.org VIDO                                                                                | Організація по вакцинаціях та інфекційних хворобах (англ. Vaccine and Infectious Disease Organization)                                                        |
| https://web.archive.org/web/20070621154814/http://pbi-ibp.nrc-cnrc.gc.ca/en/pbi.htm PBI                 | Інститут рослинних біотехнологій (англ. Plant Biotechnology Institute)                                                                                        |
| https://web.archive.org/web/20070814073957/http://res2.agr.ca/saskatoon/ Agri                           | Канадське міністерство сільського господарства й агропродуктів (англ. Agriculture and Agri-Food Canada)                                                       |
| https://web.archive.org/web/20061205015612/http://iareh.usask.ca/ IAREH                                 | Інститут сільсько-господарського, сільсьського та навколишньо-середовищного здоров'я (англ. Institute of Agricultural, Rural and Environmental Health)        |
| http://www.csale.usask.ca CSALE                                                                         | Центр сільсько-господарських, правових та навколишньо-середовищних студій (англ. Centre for Studies in Agriculture, Law and the Environment)                  |
| http://www.usask.ca/cuisr/ CUISR                                                                        | Університетський інститут для суспільних досліджень (англ. Community University Institute for Social Research)                                                |
| https://web.archive.org/web/20070812174221/http://www.nwri.ca/nhrcdesc-e.html NWRI                      | Націона́льний дослідний інститут гідрології (англ. National Hydrology Research Institute)                                                                      |
| RPC | Регіональний психіатричний центр (англ. Regional Psychiatric Centre)                                                                                          |
| http://www.src.sk.ca/html/about_src/index.cfm SRC                                                       | Саскачеванська рада досліджень (англ. Saskatchewan Research Council)                                                                                          |
| http://coop-studies.usask.ca/ COOP                                                                      | Центр кооперативних студій (англ. Centre for the Study of Co-operatives)                                                                                      |
| PCUH | Центр дослідження української спадщини в Саскачеванському університеті (англ. Prairie Centre for the Study of Ukrainian Heritage, University of Saskatchewan) |

## Видатні випускники Саскачеванського університету
- Еммет Метью Галл (англ. Emmett Matthew Hall) (1898—1995) — адвокат-правозахисник, «батько» системи охорони здоров'я Канади.
- Гнатишин Роман (англ. The Right Honourable Ray Hnatyshyn) — 24-й генерал-губернатор Канади (1990—1995).
- Лінда Гаверсток (англ. The Honourable Dr. Lynda M. Haverstock) — лейтенант-губернатор Саскачевану.
- Даркович Влас — меценат, економіст українського походження.
- Фредерік Джонсон (англ. Fredrick W. Johnson) — 16-й лейтенант-губернатор Саскачевану.
- Джордж Портіус (англ. The Honourable George Porteous) — 14-ий лейтенант-губернатором Саскачевану.
- Джон Діфенбейкер (англ. The Right Honourable John Diefenbaker) — 13-й прем'єр-міністр Канади (1957—1963).
- Генрі Таубе (англ. Henry Taube) — хімік, лауреат Нобелівської премії з хімії (1983).
- Джон Г'юсон (англ. Dr. John Hewson), австралійський політик.
- Томмі Дуглас (англ. Tommy Douglas) — політик, колишній керівник Нової демократичної партії Канади.
- Аластер Камерон (англ. Alastair G. W. Cameron) — астрофізик.
- Маррей Едвардс (англ. N. Murray Edwards) — бізнесмен.
- Едіт Фок (англ. Edith Fowke) — канадська фольклористка.
- Лорн Бабюк (англ. Lorne Babiuk) — вчений в галузі імунології та вірусології.
- Гай Вандергейгі (англ. Guy Vanderhaeghe), письменник-романіст.
- Гілда Нітбі (англ. Dr. Hilda Neatby) — історик.
- Кім Котс (англ. Kim Coates) — кіноактор.
- Гордон Тіссен (англ. Dr. Gordon Thiessen) — губернатор Банку Канади.
- Рой  Романов (Рой Джон Романов; англ. Roy John Romanow) — етнічний українець, канадський політик, 12-й Прем'єр Саскачевану (з 1991 до 2001), почесний професор Чернівецького університету.
- Дейв Данн (англ. David George Dunn) — канадський хокеїст.

## Галерея

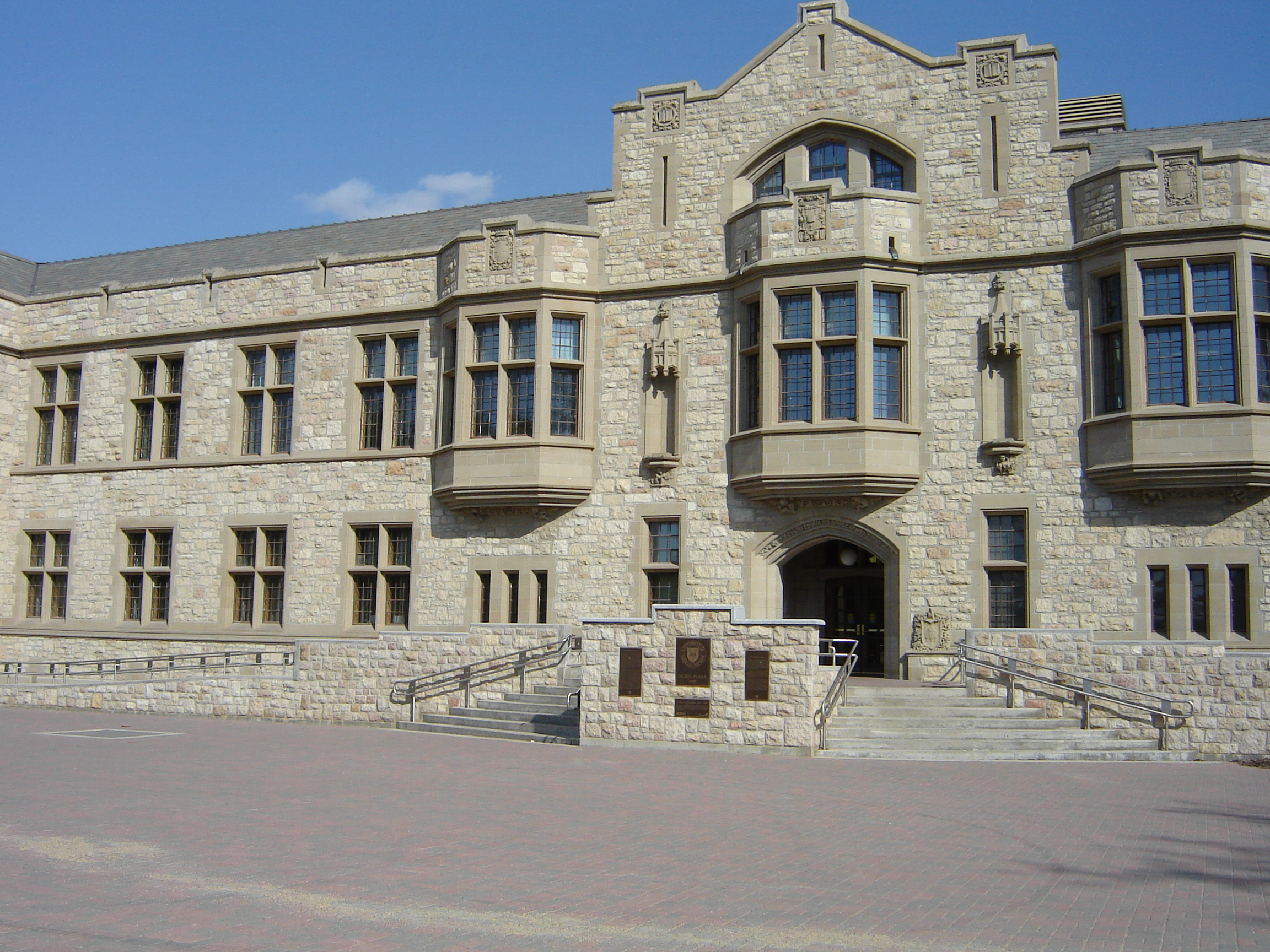
Університетський Будинок
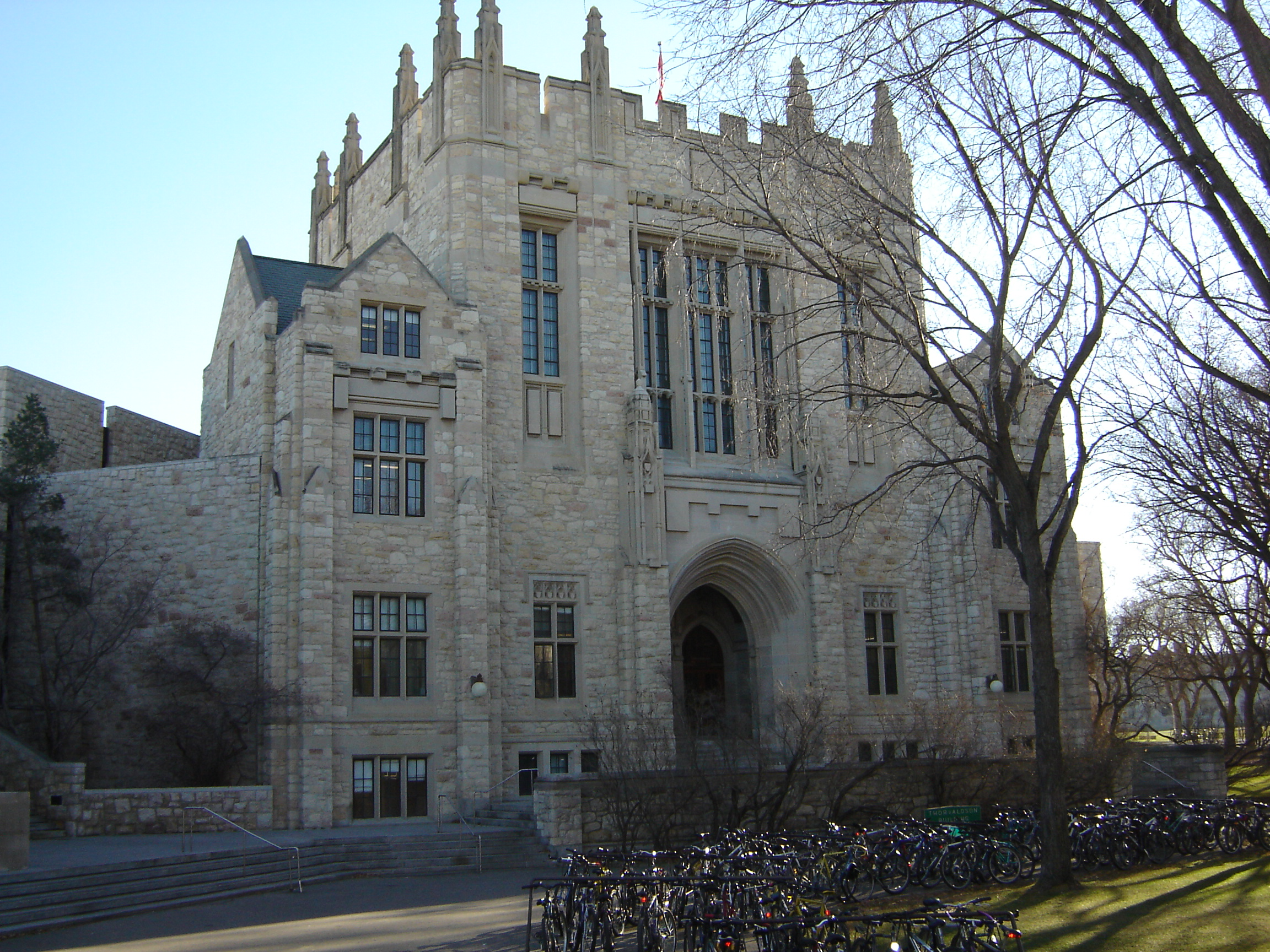
Будинок ім. Торвалдсона — Відділ хімії та хімічної технології
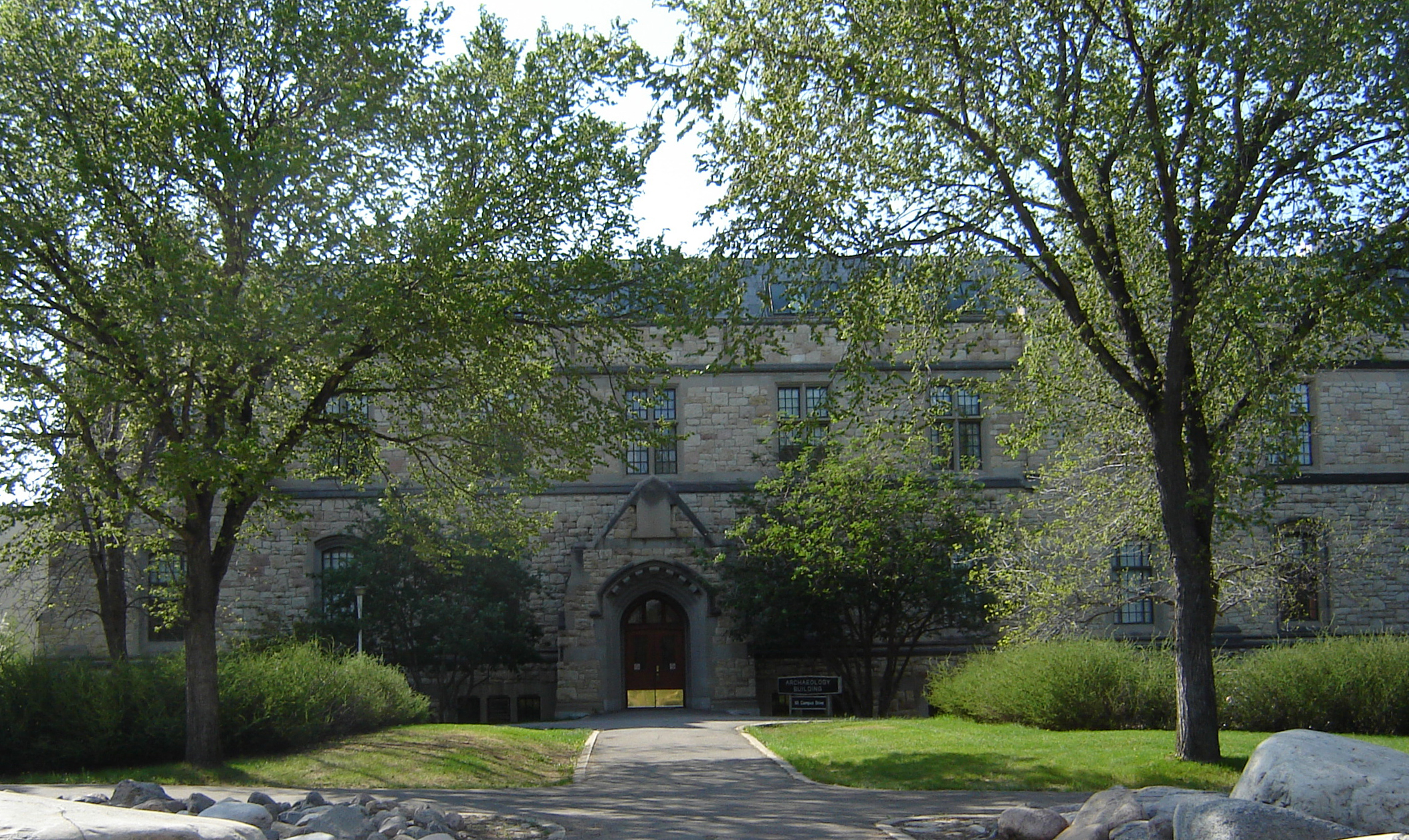
Будинок антропології і археології
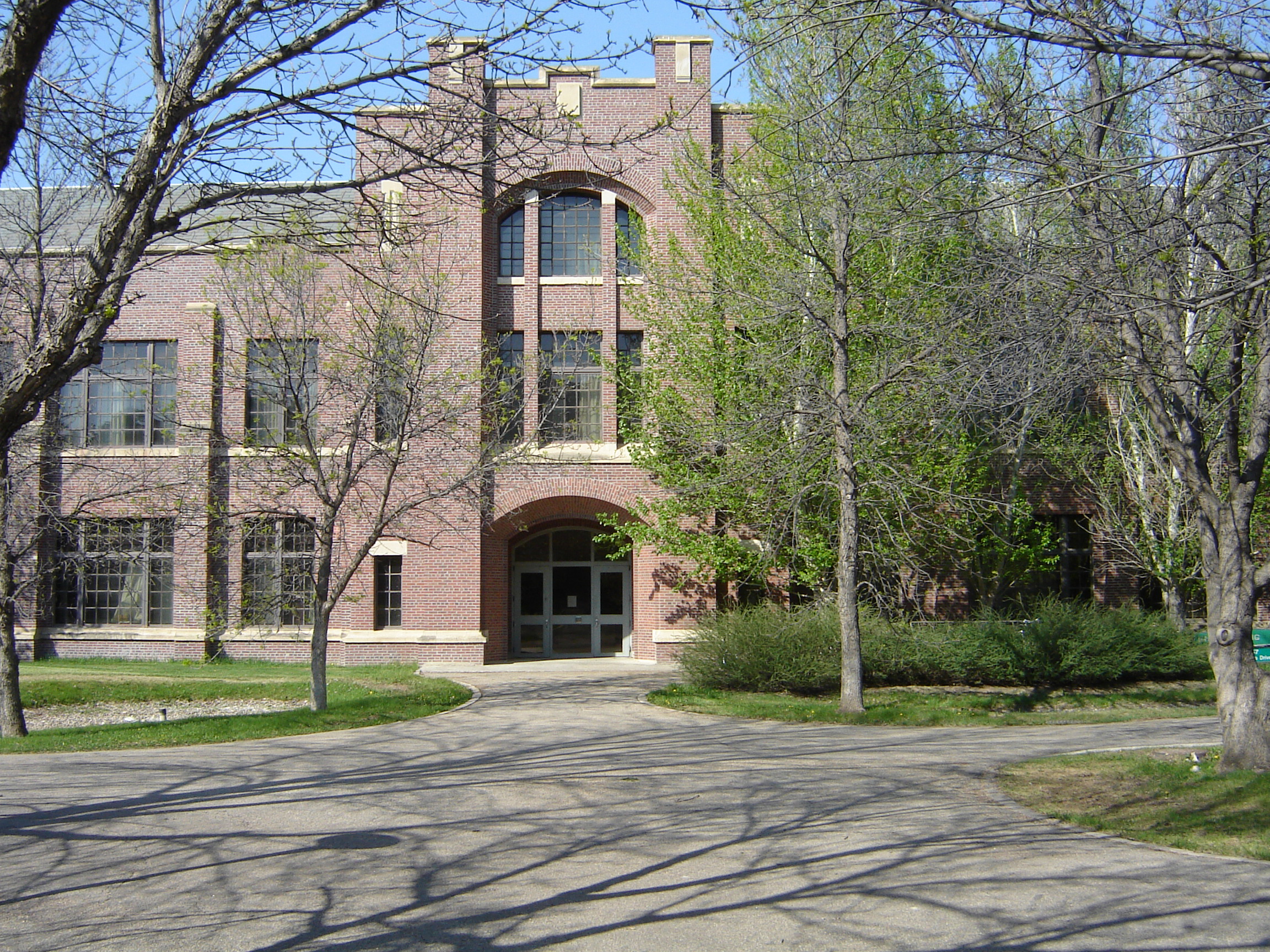
Будинок інженерії
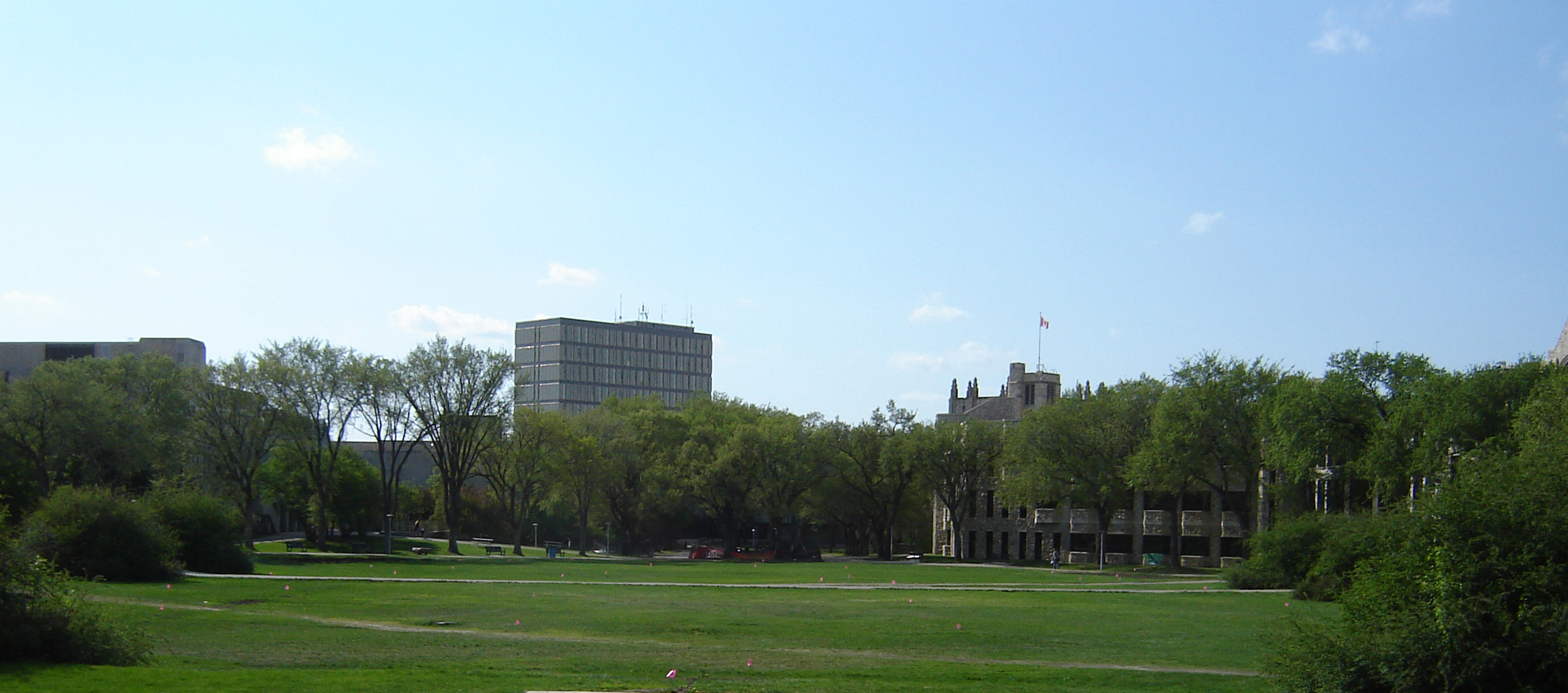
«Миск» Парк на кампусі Саскачеванського університету

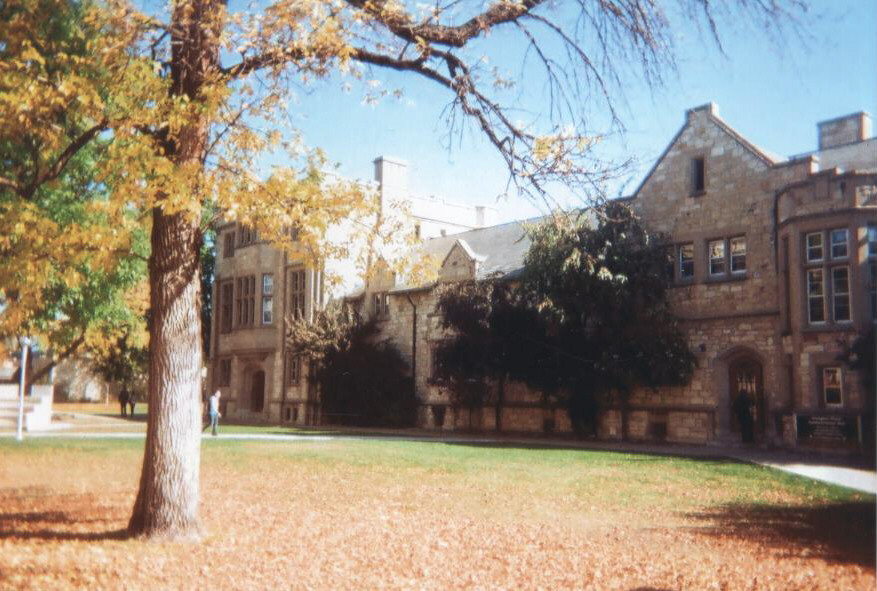
Саскачеван-Хол
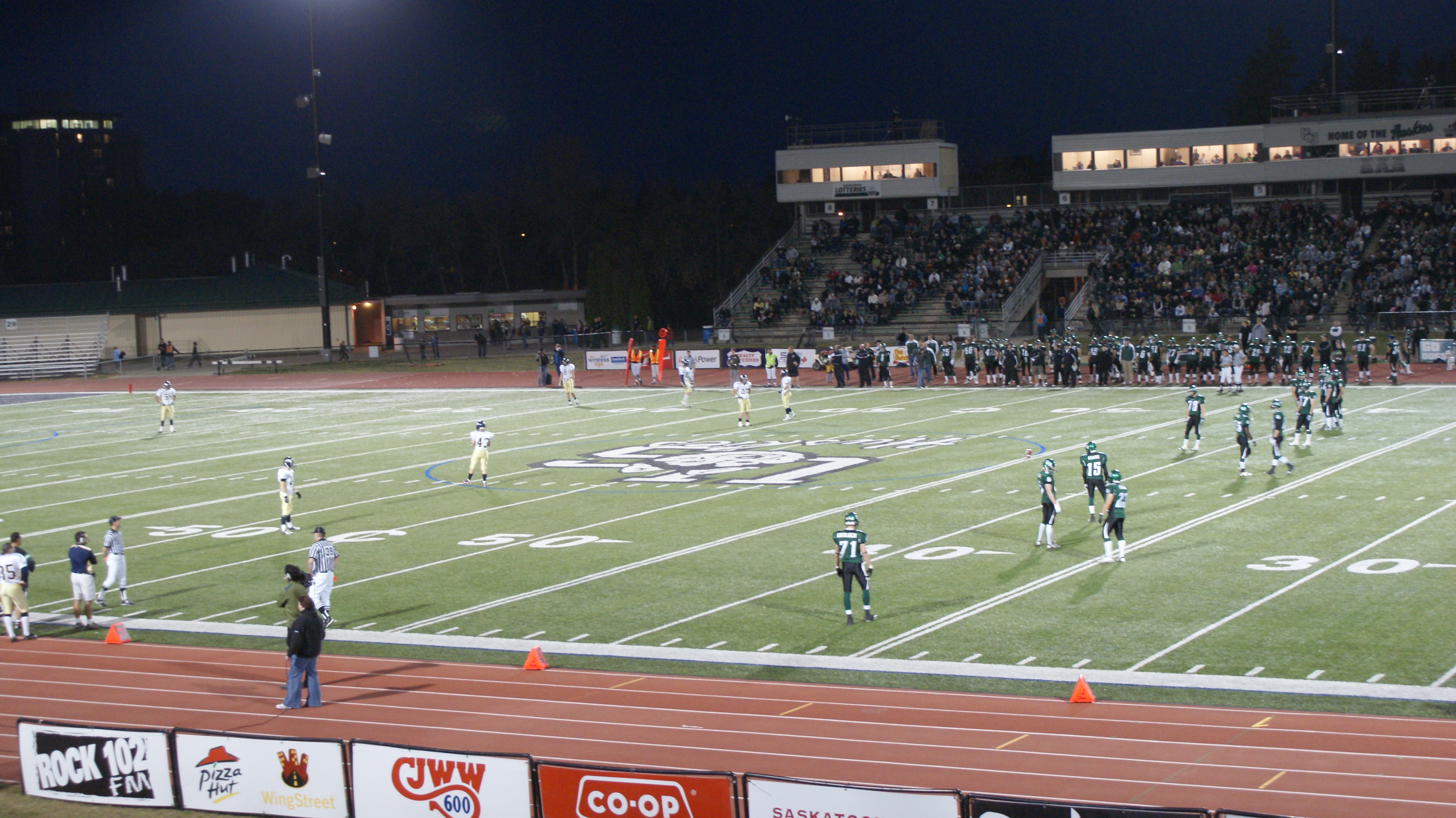
«Саскачеван-Хаскіс» — Футбольна команда Саскачеванського університету
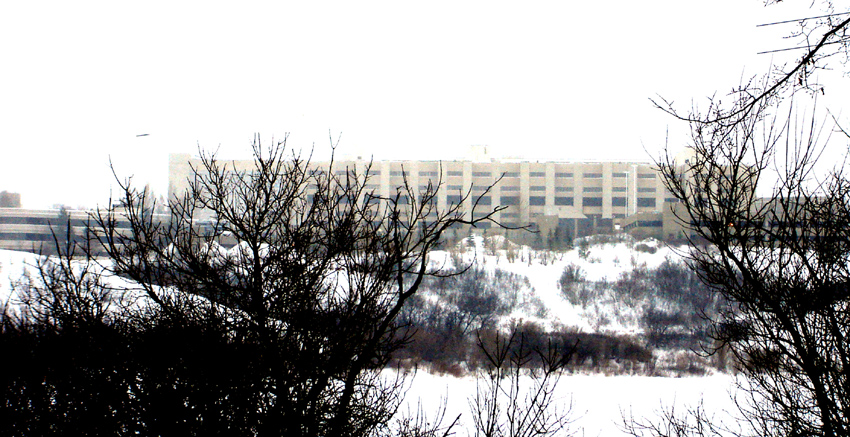
Університетський Центр здоров'я
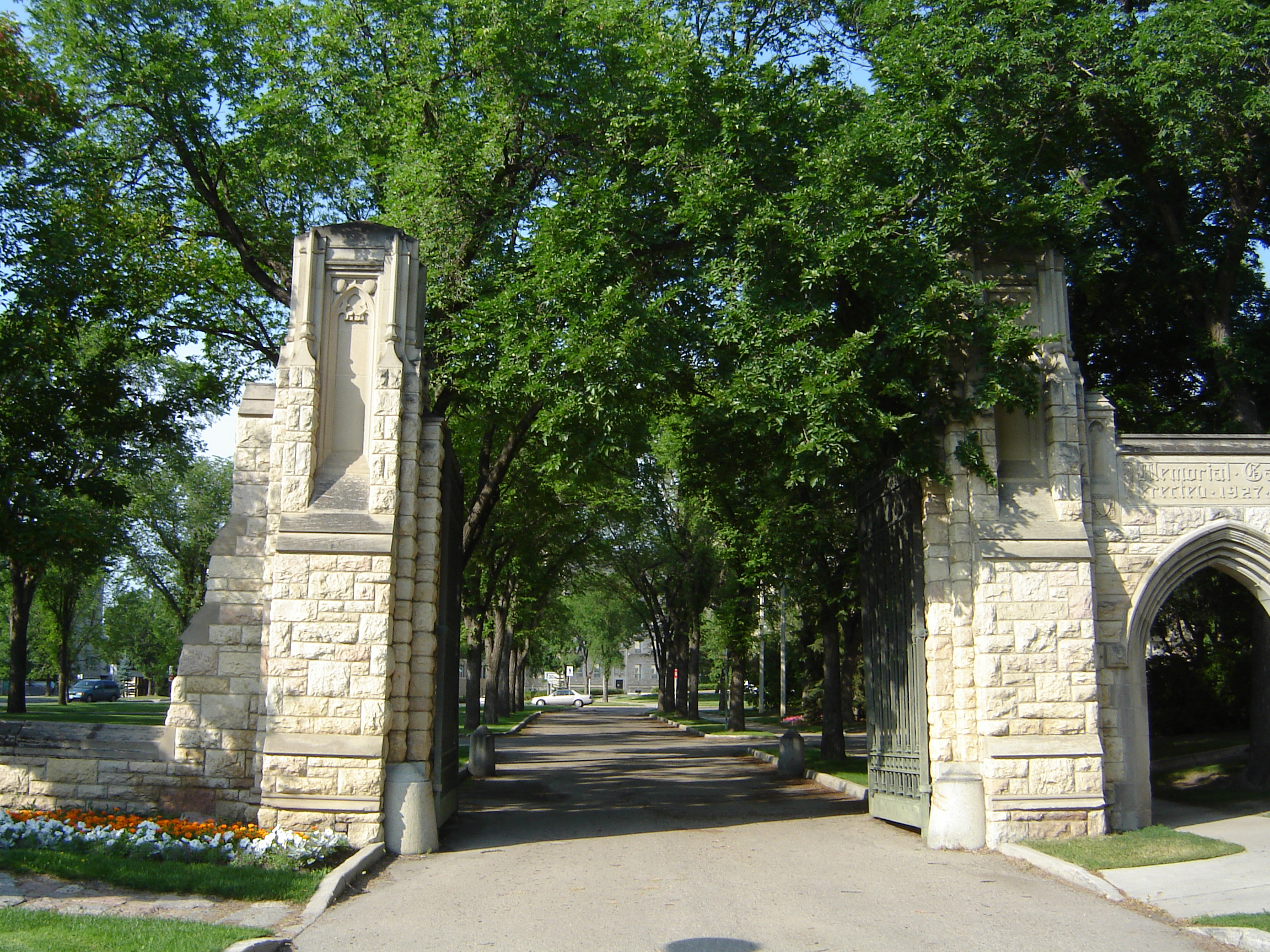
Меморіальні Ворота